# عريضات الزعانف
عريضات الزعانف (الاسم العلمي:†Latipinnati) هي رتيبة من الزواحف البحرية المنقرضة تتبع الرتبة الإكصوريات.

## التصنيف
- الإكصورات
  - الإكصور